# (34187) Tomaino
2000 QW47 (asteroide 34187) é um asteroide da cintura principal. Possui uma excentricidade de 0.19018650 e uma inclinação de 0.82863º.
Este asteroide foi descoberto no dia 24 de agosto de 2000 por LINEAR em Socorro.